# Marsha de Cordova
Marsha Chantol de Cordova (née le 23 janvier 1976) est une femme politique britannique du Parti travailliste qui est député (MP) pour Battersea depuis 2017. Elle a battu la ministre conservatrice Jane Ellison. En octobre 2017, elle a été nommée ministre fantôme des personnes handicapées, à la suite de la démission de Marie Rimmer.

## Vie privée
De Cordova a un nystagmus. Avant d'être élue, elle a travaillé pour Thomas Pocklington Trust, une organisation caritative spécialisée dans la perte de vision, où elle était directrice de l’engagement et du plaidoyer. Elle était auparavant directrice générale de l'organisation caritative South East London Vision et travaillait auparavant pour Action for Blind People.

## Activité politique
Elle était conseiller du parti travailliste pour le quartier Larkhall au conseil de Lambeth. Elle a été élue en 2014 avec 1 809 voix et 19% du total des voix, terminant devant les deux autres candidats travaillistes. Après être devenue députée, elle ne s'est pas représentée aux élections locales de 2018.